# Argyll
Argyll (/ɑrˈɡaɪl/) (arcaicamente Argyle, em gaélico escocês: Earra-Ghàidheal), às vezes chamado de Argyllshire, é um condado histórico e um condado de registro do oeste da Escócia.
Argyll é de origem antiga e corresponde, em linhas gerais, ao antigo reino de Dál Riata, menos as partes que ficavam na Irlanda. Argyll também foi um bispado medieval com sua catedral em Lismore, bem como um condado moderno, elevado a ducado em 1701 com a criação do Duque de Argyll.
Argyll faz fronteira com Inverness-shire ao norte, Perthshire e Dunbartonshire a leste e, separada pelo Estuário de Clyde, tem como vizinhos Renfrewshire e Ayrshire a sudeste e Buteshire ao sul.
Entre 1890 e 1975, Argyll foi um condado administrativo com um conselho municipal. Historicamente, a cidade do condado era Inveraray, mas, desde sua criação em 1890, o conselho do condado estava sediado em Lochgilphead. A maioria do território do condado histórico está na moderna área do conselho de Argyll and Bute, com as principais diferenças sendo que as áreas de Morvern e Ardnamurchan do condado histórico estão agora na área do conselho de Highland, enquanto a Ilha de Bute e a área de Helensburgh não estavam na Argyll histórica, mas agora estão na área do conselho de Argyll e Bute.
Houve um distrito eleitoral de Argyllshire no Parlamento da Grã-Bretanha e depois no Parlamento do Reino Unido de 1708 a 1983.

## Nome

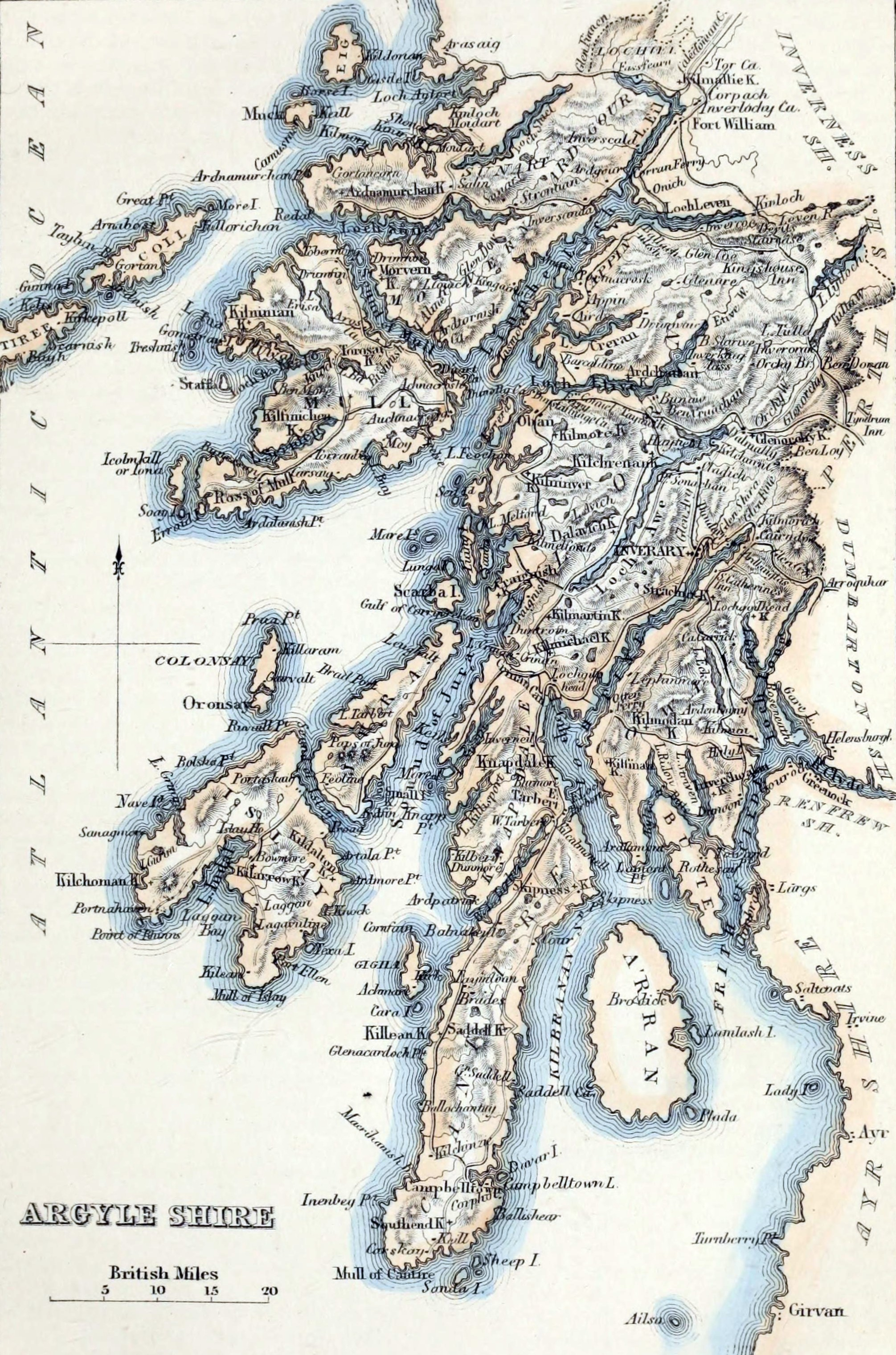
Argyll c. 1854

O nome deriva do irlandês antigo airer Goídel, que significa “região fronteiriça dos gaélicos”. O autor de De Situ Albanie, do início do século XIII, escreveu que “o nome Arregathel significa a margem (ou seja, região fronteiriça) dos escoceses ou irlandeses, porque todos os escoceses e irlandeses são geralmente chamados de Gattheli (ou seja, gaélicos), de seu antigo líder de guerra conhecido como Gaithelglas”. A palavra airer também significa “costa” quando aplicada a regiões marítimas, de modo que o nome também pode ser traduzido como “costa dos gaélicos”.

## História
O Kilmartin Glen tem menires e outros monumentos que datam de cerca de 3 000 a.C. e é uma das áreas mais importantes para vestígios do Neolítico e da Idade do Bronze na Escócia continental. Em 563 d.C., a Abadia de Iona foi fundada, tornando-se um dos mais importantes locais cristãos primitivos da Escócia.

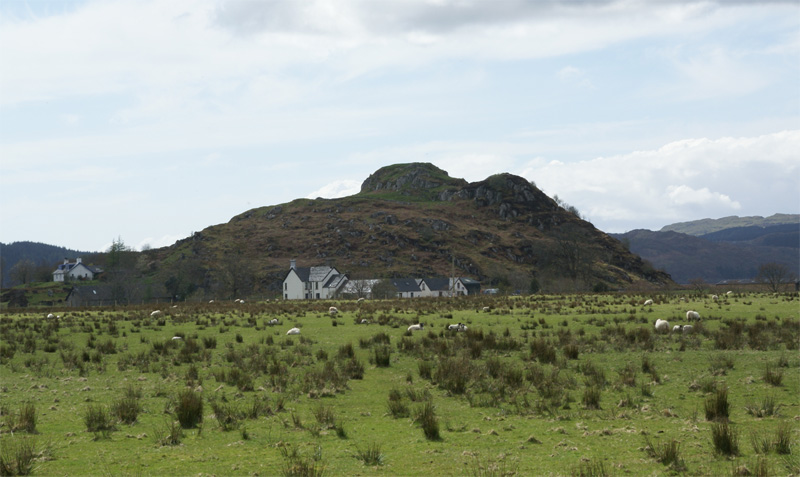
Dunadd

O reino gaélico de Dál Riata existiu entre os séculos V e IX. Seu território abrangia partes do nordeste da Irlanda, no que mais tarde se tornou o condado de Antrim, parte do continente da Grã-Bretanha, no que hoje é o oeste da Escócia, e várias ilhas nas Hébridas Interiores. Uma fortaleza em Dunadd, no Kilmartin Glen, a 6,4 km a noroeste da moderna cidade de Lochgilphead, serviu como sede principal do reino. O Dál Riata se fragmentou no século IX durante a Era Viking; a parte na Irlanda foi absorvida pelo reino de Ulaid, as ilhas ficaram sob o controle do Reino das Ilhas e a parte na Grã-Bretanha continental foi unida em 843 d.C. com o reino picto a leste sob o comando de Kenneth MacAlpin para se tornar o Reino de Alba.
O nome Argyll (Airer Goídel), que significa “costa ou fronteira dos gaélicos”, passou a ser usado para a parte do antigo território de Dál Riata na Grã-Bretanha continental. O nome diferenciava a área de Innse Gall, que significa “ilhas dos estrangeiros” e era usado para o Reino das Ilhas, governado por gaélicos nórdicos que falavam o nórdico antigo.
Argyll foi dividida em vários senhorios ou províncias, incluindo Kintyre, Knapdale, Lorn, Cowal e uma província menor de Argyll que cobria a área em torno de Inveraray entre Loch Fyne e Loch Awe (esta última às vezes descrita por escritores posteriores como “Argyll propriamente dita” ou “Mid Argyll” para distingui-la da área mais ampla). O termo “North Argyll” também foi usado para se referir à área mais tarde chamada de Wester Ross. Ela foi chamada de North Argyll por ser colonizada por missionários e refugiados de Dál Riata, com sede na abadia de Applecross. O cargo de abade era hereditário e, quando Ferchar mac in tSagairt, filho do abade, tornou-se conde de Ross no século XIII, a região de North Argyll ficou gradualmente conhecida como Wester Ross.

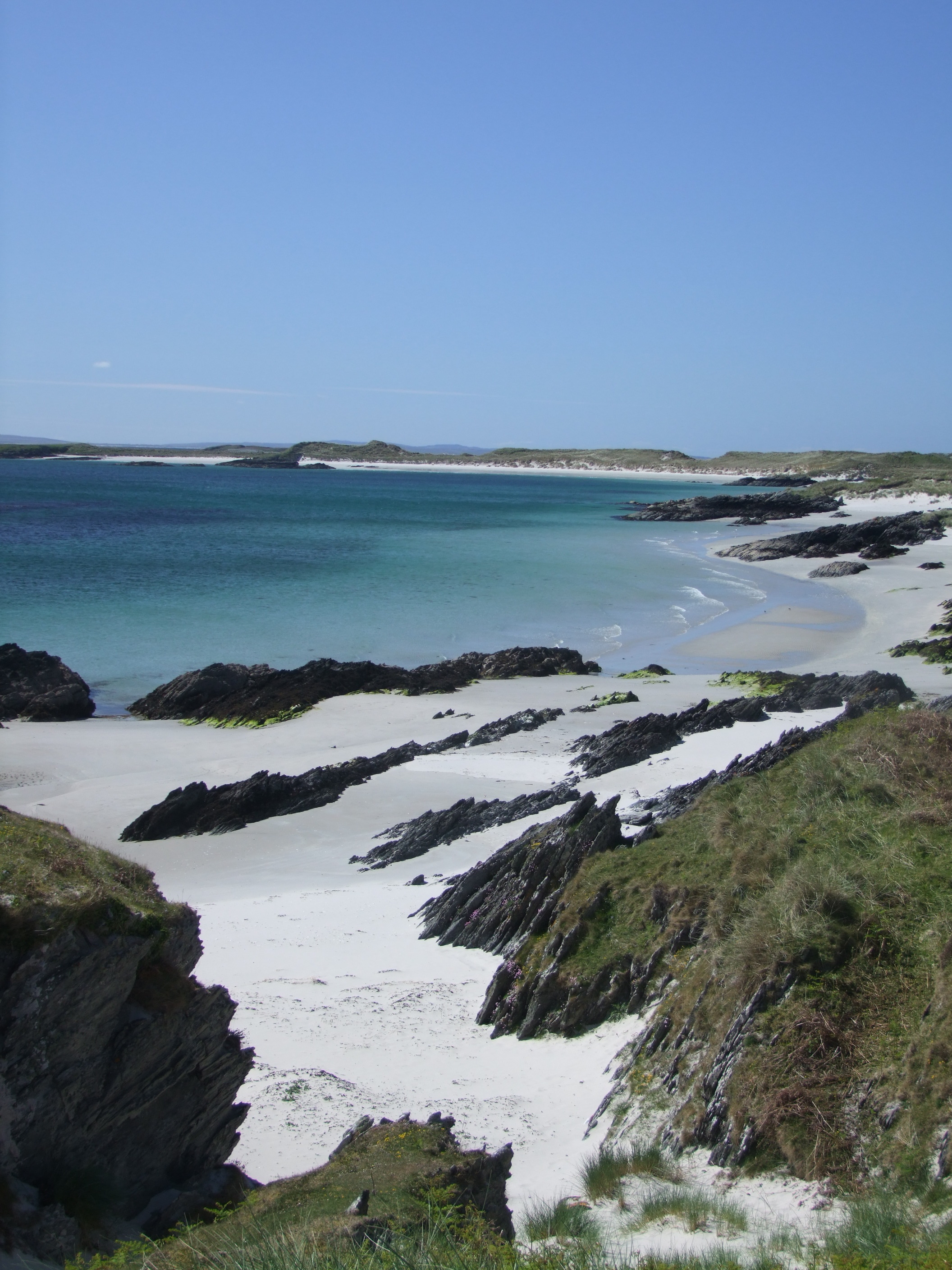
Costa de Colonsay

Alba evoluiu para o reino da Escócia, mas perdeu o controle de Kintyre, Knapdale e Lorn para o domínio norueguês, como foi reconhecido em um tratado de 1098 entre Edgar, rei da Escócia, e Magno, o Descalço, rei da Noruega. Em 1266, o Tratado de Perth restabeleceu a autoridade da coroa escocesa sobre as partes de Argyll que estavam sob o domínio norueguês, juntamente com o antigo Reino das Ilhas, que juntos se tornaram o senhorio semi-independente das Ilhas.
Nessa época, o restante da área sob domínio escocês estava dividido em condados, administrados por xerifes. Os condados cobriam territórios diferentes das províncias, e foram os condados que posteriormente evoluíram para os condados da Escócia, em vez das antigas províncias. Após o Tratado de Perth, as províncias de Argyll foram inicialmente colocadas no condado de Perth. Em 1293, dois novos condados foram criados em Argyll: o xerife de Kintyre, que abrangia apenas essa província, e o xerife de Lorn, que abrangia Lorn, Knapdale e Mid Argyll (que provavelmente incluía Cowal naquela época).
A referência mais antiga a um xerife de Argyll foi feita em 1326. O cargo parece ter sido um restabelecimento ou renomeação do cargo de xerife de Lorn. Posteriormente, o cargo se tornou uma posição hereditária ocupada por membros do Clã Campbell.
Apesar da criação dos condados, grande parte da área permaneceu sob o controle prático do Senhor das Ilhas até 1476, quando John MacDonald, o último Senhor das Ilhas, transferiu Kintyre, Knapdale e Mid Argyll para o controle total da Escócia. Em 1481, Knapdale foi adicionada ao condado de Kintyre, que ficou conhecido como Tarbertshire, sendo inicialmente administrado a partir de Tarbert.
A Reforma Escocesa coincidiu com a queda do Senhorio das Ilhas. Os MacDonalds (o clã dos antigos Senhores das Ilhas) eram fortes apoiadores do antigo regime religioso. Os Campbells, por outro lado, apoiavam fortemente as reformas. No início do século XVII, sob instruções de Jaime VI, os Campbells foram enviados ao território MacDonald em Islay e Jura, que eles subjugaram e adicionaram ao condado de Argyll. A pressão dos Campbell nessa época também fez com que o tribunal do xerife de Tarbertshire fosse transferido para Inveraray, onde os Campbells mantinham o tribunal para o xerife de Argyll. Tarbertshire foi posteriormente abolida por um ato do parlamento em 1633, sendo absorvida pelo condado de Argyll. O ato também confirmou a posição da cidade de Inveraray como “sede do burgo” do condado ampliado.

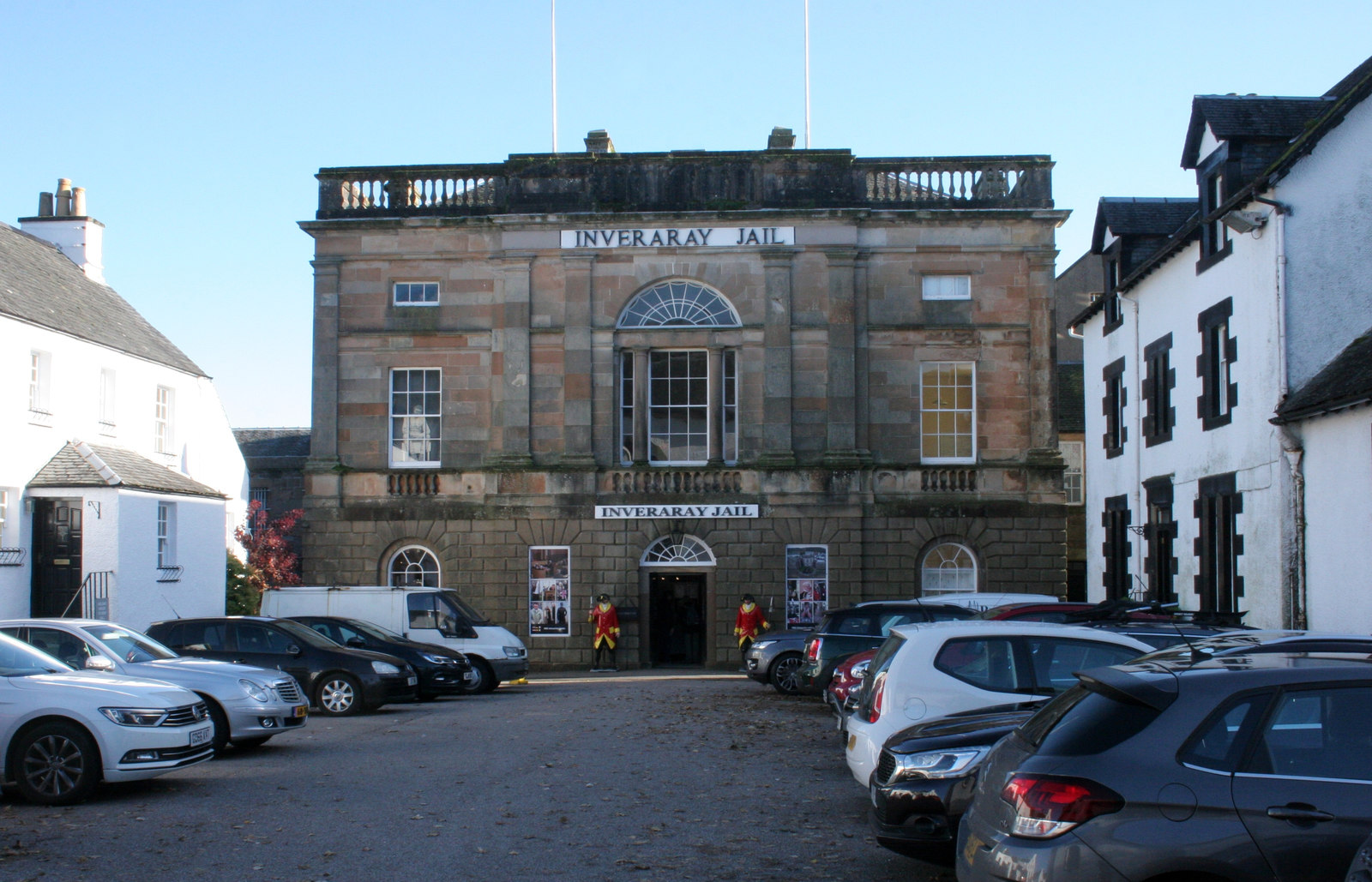
Cadeia de Inveraray, construída em 1820 e usada como tribunal do xerife e local de reunião dos Comissários de Abastecimento

Em 1667, foram nomeados Comissários de Abastecimento para cada condado, que serviriam como o principal órgão administrativo da área até a criação dos conselhos de condado em 1890.

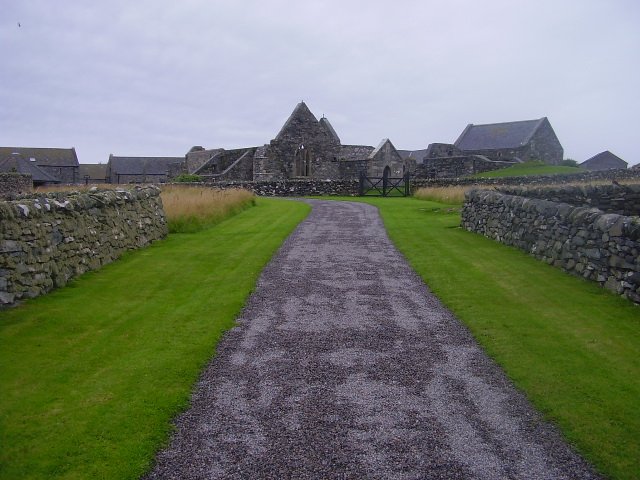
Priorado de Oronsay, Oronsay, Hébridas Internas

David II havia restaurado a autoridade dos MacDougall sobre Lorn em 1357, mas John MacDougall (chefe dos MacDougalls) já havia renunciado às reivindicações sobre Mull (em 1354) em favor dos MacDonalds, para evitar possíveis conflitos. Os MacLeans eram uma família antiga baseada em Lorn (incluindo Mull) e, após a renúncia, eles não tinham mais um Laird em Mull, então eles mesmos se tornaram Lairds de Mull. Ao contrário dos MacDonalds, eles eram fervorosos apoiadores da Reforma, chegando a apoiar atos de desobediência civil contra o repúdio do rei Carlos II à Liga e Convênio Solenes. Archibald Campbell (conde de Argyll) foi instruído pelo conselho privado a tomar Mull e reprimir o comportamento não-conformista; em 1680, ele ganhou a posse da ilha e transferiu a autoridade de julgamento para o xerife de Argyll.
Em 1746, após insurreições jacobitas, a Lei de Jurisdições Herdáveis aboliu a regência e proibiu que o cargo de xerife fosse herdado. A governança local foi alinhada com a do restante da Grã-Bretanha recentemente unificada, e o termo inglês “county” passou a ser usado de forma intercambiável com o termo “shire”. Em 1890, os conselhos de condado eleitos foram criados segundo a Lei do Governo Local (Escócia) de 1889.
As Ilhas Pequenas de Muck ou Muick, Rhum ou Rùm, Canna e Sanday faziam parte do condado até serem transferidas para Inverness-shire em 1891 pela comissão de limites nomeada pela Lei do Governo Local (Escócia) de 1889. A ilha de Egg ou Eigg já estava em Inverness-shire.
Argyll foi abolido como condado para fins de governo local em 1975, com sua área sendo dividida entre as regiões de Highland e Strathclyde. Um distrito do governo local chamado Argyll and Bute foi formado na região de Strathclyde, incluindo a maioria de Argyll e a adjacente Ilha de Bute (o antigo condado de Bute era mais extenso). As áreas de Ardnamurchan, Ardgour, Ballachulish, Duror, Glencoe, Kinlochleven e Morvern de Argyll foram separadas para se tornarem partes do distrito de Lochaber, em Highland. Elas permaneceram em Highland após a revisão de 1996.
Em 1996, foi criada uma nova área de conselho unitário de Argyll and Bute, com uma mudança nos limites para incluir parte do antigo distrito de Strathclyde de Dumbarton. Os limites históricos do condado de Argyll ainda são usados para algumas finalidades oficiais limitadas relacionadas ao registro de terras, sendo um condado de registro.

### Conselho do condado

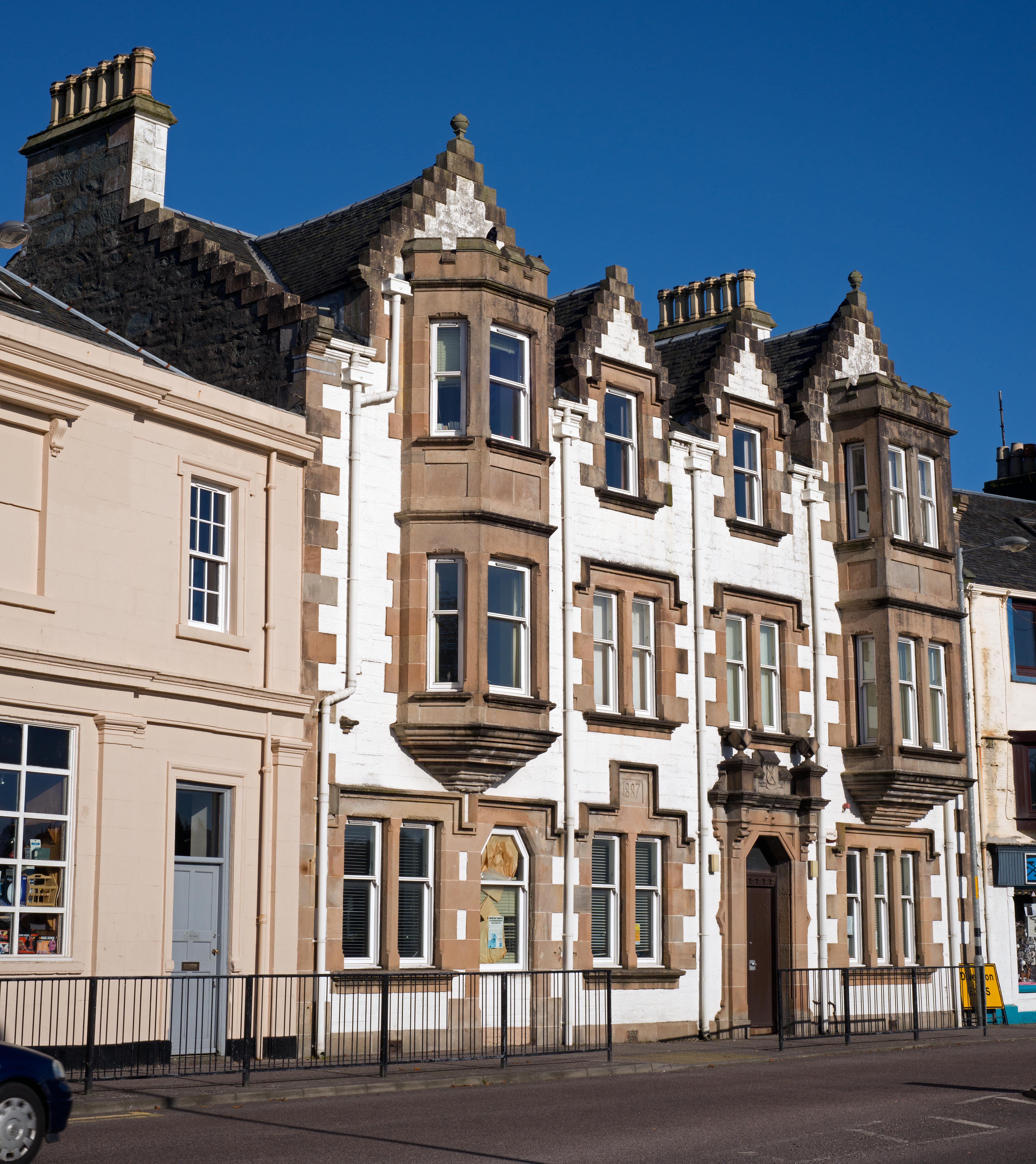
Sede do Conselho do Condado após 1925: rua Lochnell, 5, Lochgilphead

O Conselho do Condado de Argyll realizou sua primeira reunião no tribunal em Inveraray em 22 de maio de 1890, quando mais de três horas foram gastas debatendo onde o conselho deveria se reunir depois disso, com propostas apresentadas a favor de reuniões em Lochgilphead, Inveraray, Oban, Dunoon ou até mesmo Glasgow (apesar de esta última estar fora do condado). Foi decidido que as reuniões seriam realizadas em Dunoon entre maio e setembro e em Oban no restante do ano. Posteriormente, o conselho realizou reuniões em mais lugares do que apenas essas duas cidades, reunindo-se ocasionalmente em todas as cidades que haviam sido sugeridas na primeira reunião.
Em sua primeira reunião, o conselho também nomeou um secretário que ficava em Lochgilphead, dando início à prática de ter os escritórios principais do conselho nessa cidade. Inicialmente, os escritórios do secretário ficavam nos Escritórios do Condado, que faziam parte do tribunal e da delegacia de polícia de Lochgilphead, na rua Lochnell, construída em 1849. Em 1925, o conselho comprou o antigo Hotel Argyll, na rua Lochnell, n.º 5, por £ 2 700, convertendo-o em seus escritórios. O hotel havia sido construído em 1887 e renomeado para Escritórios do Condado. O prédio de Lochgilphead não era grande o suficiente para abrigar toda a equipe do conselho e alguns departamentos permaneceram em outras cidades durante toda a existência do conselho do condado, com o tesoureiro do condado em Campbeltown, o departamento de saúde em Oban e os escritórios de educação em Dunoon.
Após a abolição do conselho do condado em 1975, o prédio da rua Lochnell, 5, tornou-se o escritório sub-regional do Conselho Regional de Strathclyde, sendo renomeado para “Dalriada House”, enquanto o novo Conselho Distrital de Argyll e Bute estabeleceu sua sede no vizinho Castelo de Kilmory.

## Geografia
Argyll é dividida em duas seções continentais não contíguas divididas pelo Lago Linnhe, além de inúmeras ilhas que fazem parte das Hébridas Interiores. A Argyll continental é caracterizada por um cenário montanhoso das Terras Altas, intercalado por centenas de lagos, com uma costa fortemente recortada que contém várias pequenas ilhas ao largo da costa. As ilhas apresentam uma variedade contrastante de cenários, desde as ilhas relativamente planas de Coll e Tiree até o terreno montanhoso de Jura e Mull. Para facilitar a referência, o texto a seguir está dividido em três seções: Continental (norte), Continental (sul) e as Hébridas internas.

### Continental (norte)

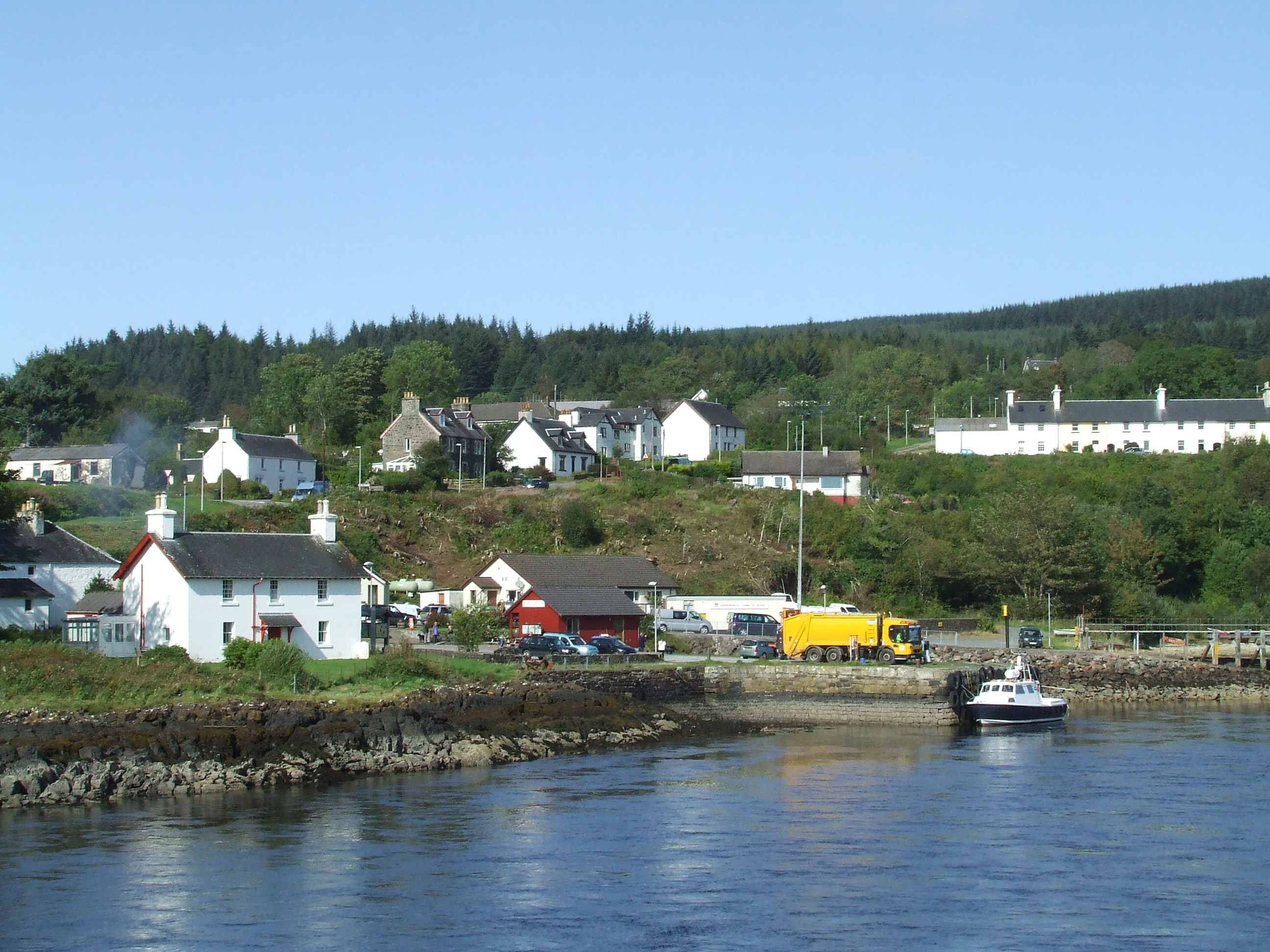
Lochaline em Morvern

A seção continental norte consiste em duas grandes penínsulas — Ardnamurchan e Morvern — divididas pelo Loch Sunart, com uma grande seção interior — conhecida tradicionalmente como Ardgour — limitada a leste pelo Lago Linnhe. Esse lago se estreita gradualmente, antes de virar bruscamente para oeste próximo de Fort William (onde é conhecido como Loch Eil), quase cortando a seção continental norte de Argyll em duas. Essa área, próximo de Fort William e ao longo da linha férrea, contém as maiores cidades do norte de Argyll.
Ardnamurchan é uma região remota e montanhosa com apenas uma estrada de acesso, que termina em Ardnamurchan Point e Corrachadh Mòr, os pontos mais ocidentais do continente britânico. No nordeste da península, duas subpenínsulas sem nome quase circundam a Baía de Kentra e são delimitadas pelo Canal Sul do Lago Moidart ao norte; a leste, fica o rio Shiel e depois o lago Shiel, um longo lago que forma a maioria dessa seção da fronteira com Inverness-shire. Morvern é uma grande península e, assim como sua vizinha ao norte, é remota, montanhosa e pouco povoada. No noroeste, o Loch Teacuis corta profundamente a península, assim como o Loch Aline no sul. No estuário do Loch Teacuis ficam as grandes ilhas de Oronsay, Risga e Càrna. Há vários lagos no norte de Argyll, sendo os maiores o Loch Doilet, o Loch Arienas, o Loch Teàrnait, o Loch Doire nam Mart e o Loch Mudle.

#### Lista de ilhas
- Am Brican
- Ilha Ardtoe
- Big Stirk
- Càrna
- Dearg Sgeir
- Dubh Sgeir
- Eilean a' Chuilinn
- Eilean a' Mhuirich
- Eilean an Fhèidh
- Eilean an t-Sionnaich
- Eilean Ghleann Fhionainn
- Eilean Mhic Dhomhnuill Dhuibh
- Eilean mo Shlinneag
- Eilean Mòr, Loch Sunart
- Eilean Mòr, Loch Sunart (interno)
- Eilean na h-Acarseid
- Eilean na Beitheiche
- Eilean nam Gillean
- Eilean nan Eildean
- Eilean nan Gabhar
- Eilean nan Gall
- Eilean Rubha an Ridire
- Eilean Uillne
- Eileanan Glasa
- Eileanan Loisgte
- Eileanan nan Gad
- Garbh Eilean
- Glas Eilean (Loch Sunart interno)
- Glas Eilean (Loch Sunart externo)
- Glas Eileanan
- Little Stirk
- Oronsay
- Red Rocks
- Risga
- Seilag
- Sgeir an Eididh
- Sgeir an t-Seangain
- Sgeir Buidhe
- Sgeir Charrach
- Sgeir Ghobhlach
- Sgeir Horsgeat
- Sgeir Mhali
- Sgeir Mhòr
- Sgeir nan Gillean
- Sgeirean nan Torran
- Sgeirean Shallachain
- Sligneach Bag
- Sligneach Mòr

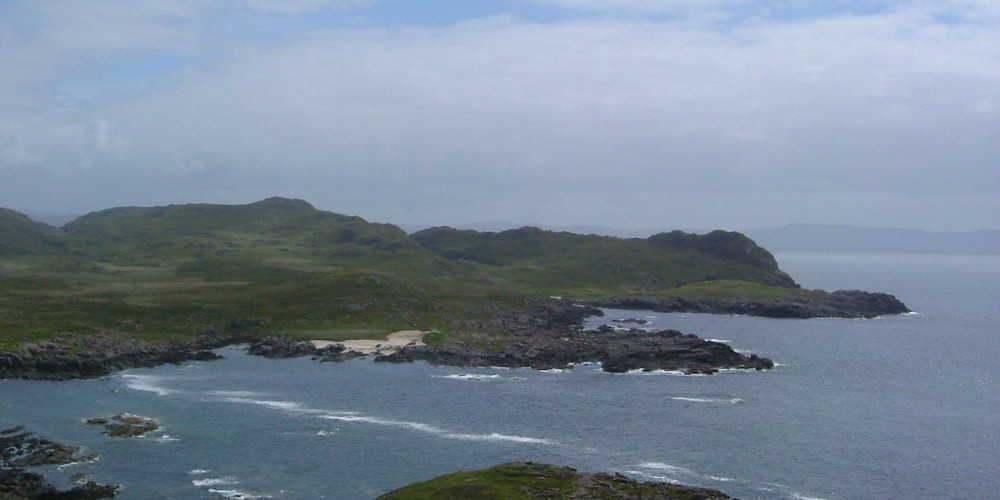
Corrachadh Mòr visto do farol de Ardnamurchan Point
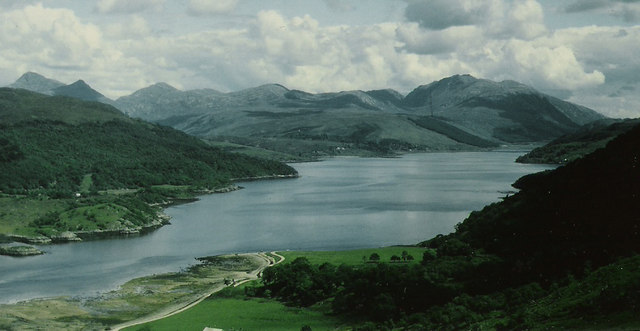
Loch Sunart
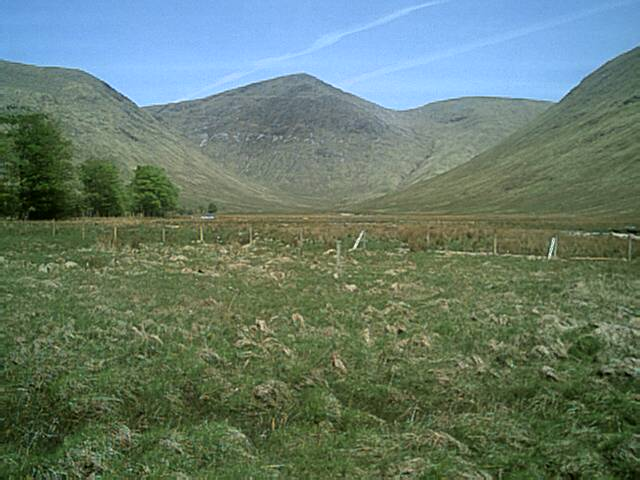
Creach Bheinn na península de Morvern
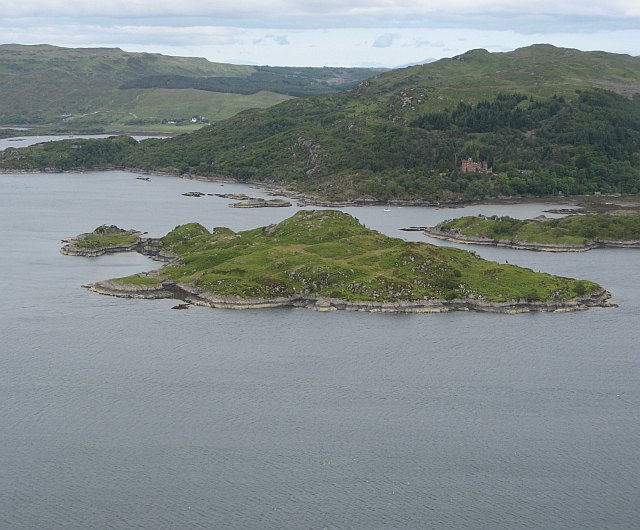
Ilha de Risga
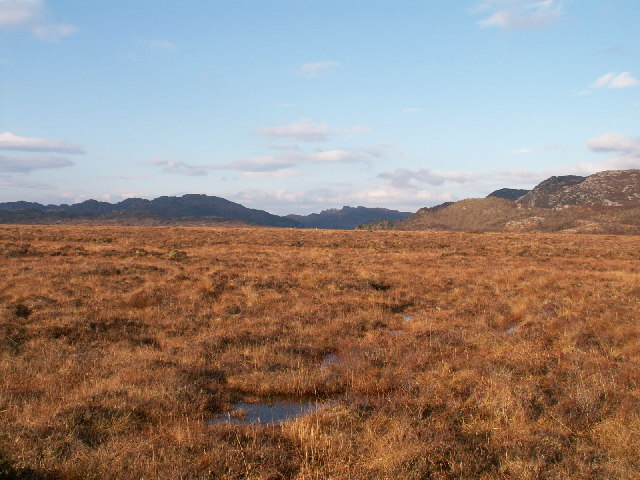
Planícies de Kentra Moss

### Continental (sul)

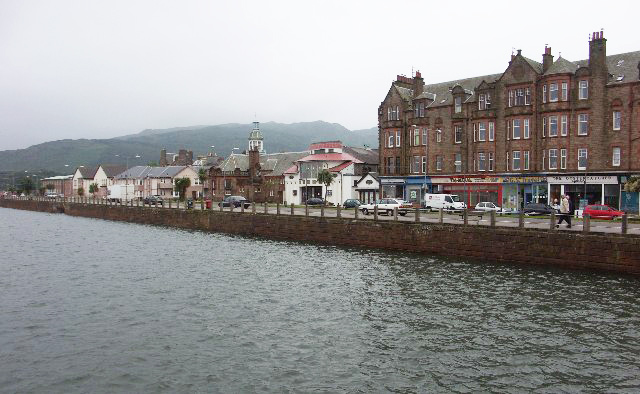
Campbeltown

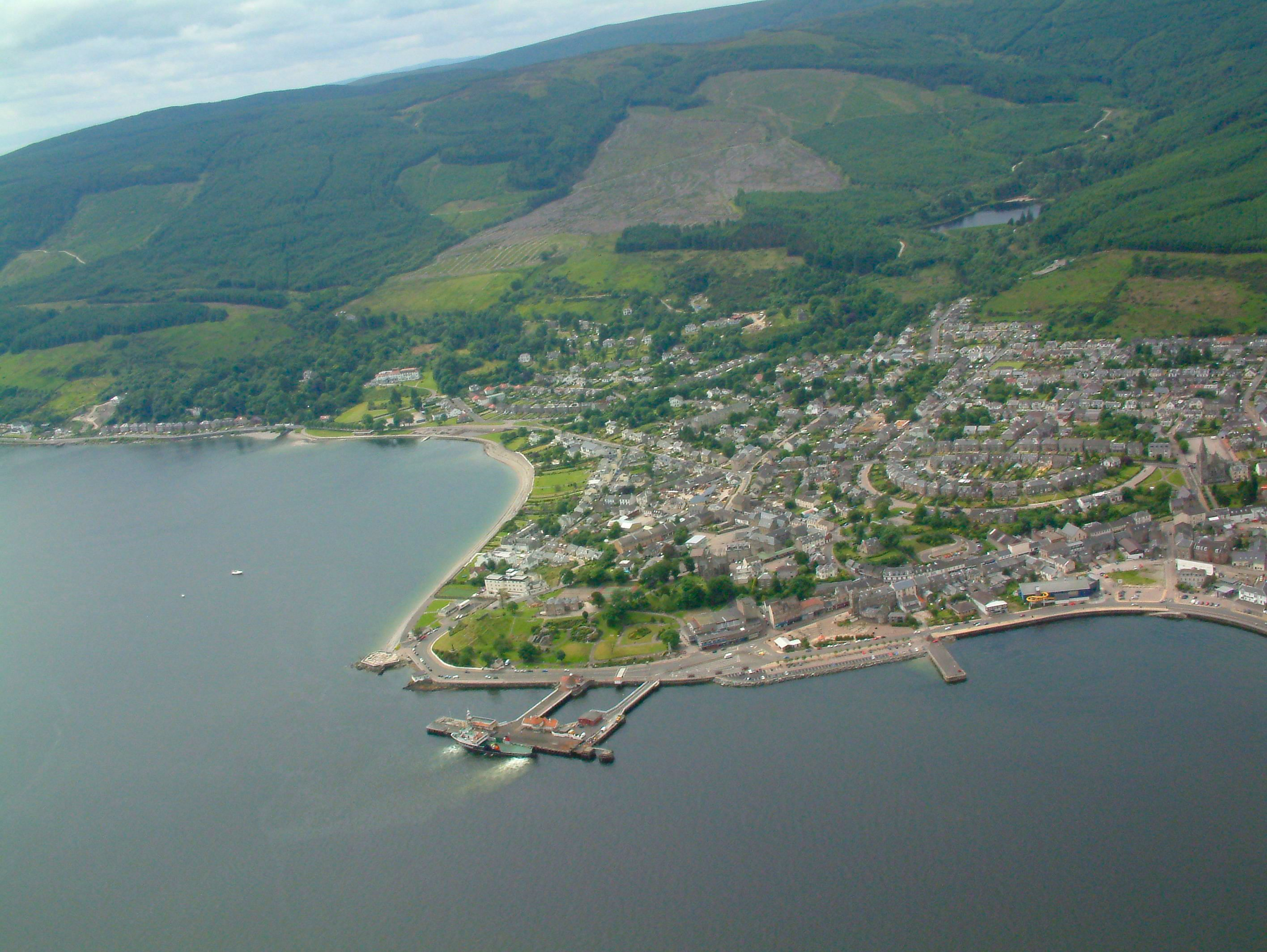
Dunoon

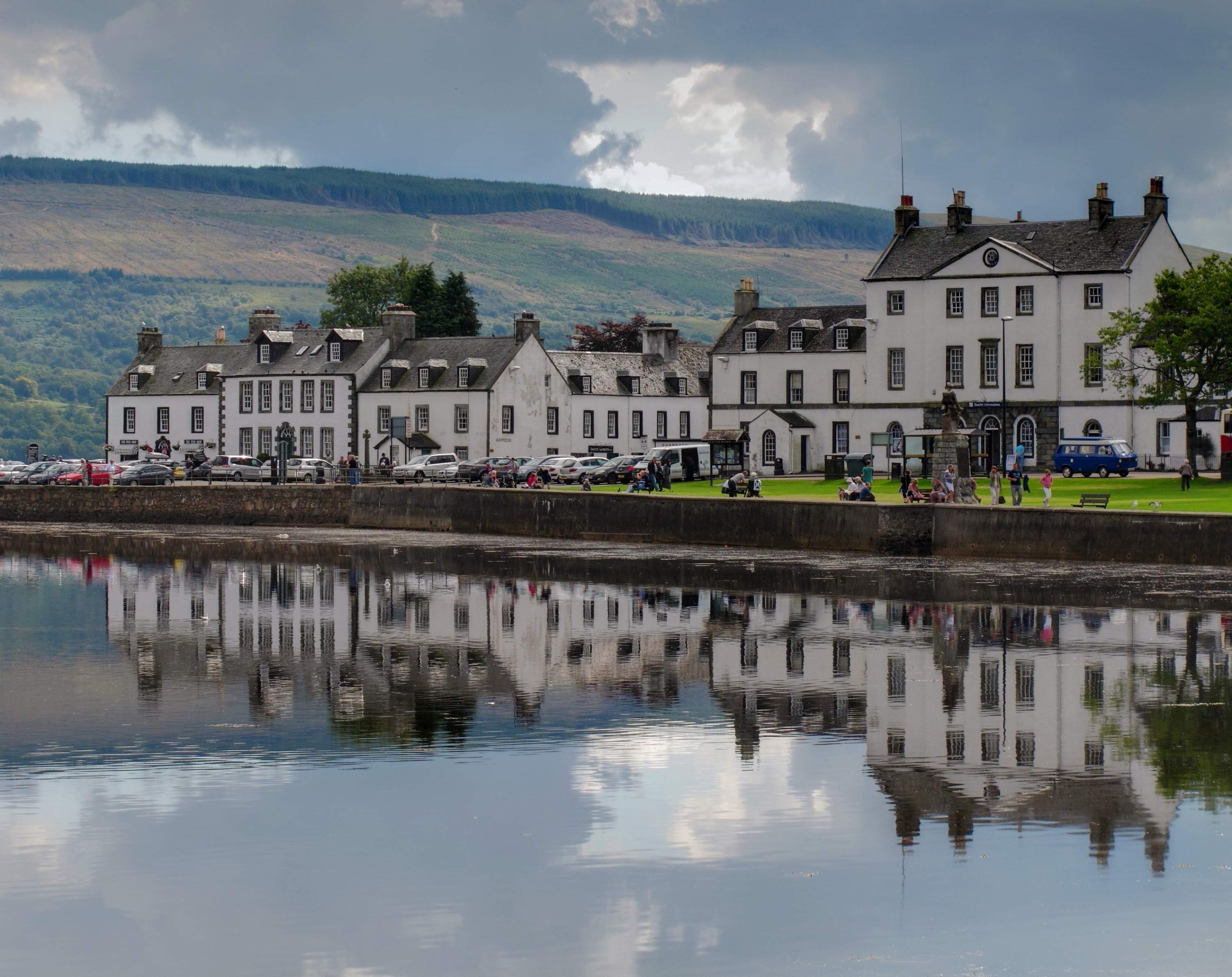
Inveraray

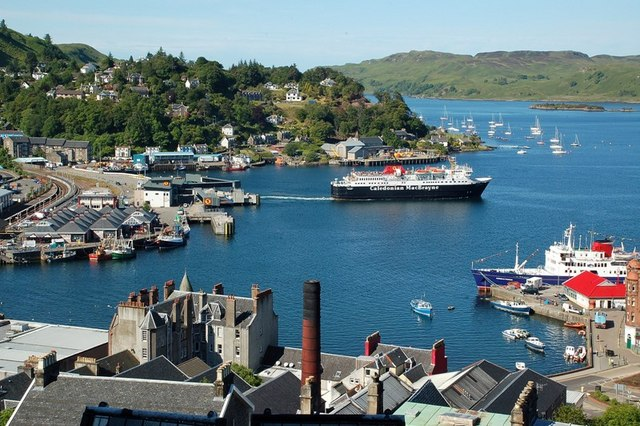
Oban

A seção continental do sul é muito maior do que a do norte e dominada pela longa península de Kintyre, cuja extremidade fica a apenas 21 quilômetros da Irlanda do Norte, do outro lado do Canal do Norte. A costa é complexa, sendo que a costa oeste, em particular, é bastante recortada e contém várias enseadas, penínsulas e subpenínsulas; destas últimas, as principais (de norte a sul) são Appin, Ardchattan, Craignish, Tayvallich, Taynish, Knapdale e Kintyre, e as principais enseadas de lagos (de norte a sul) são Loch Leven, Loch Creran, Loch Etive, Loch Feochan, Loch Melfort, Loch Craignish, Loch Crinan, Loch Sween, Loch Caolisport e West Loch Tarbert, este último dividindo Kintyre de Knapdale. A leste, o Loch Fyne separa Kintyre da península de Cowal, que por sua vez é dividida em três subpenínsulas pelos lagos Striven e Riddon e dividida em sua costa leste por Holy Loch e Loch Goil; ao sul, através dos Kyles of Bute, fica a ilha de Bute, que faz parte de Buteshire, e a leste, através do Loch Long, fica a península de Rosneath, em Dunbartonshire. A topografia do sul de Argyll é, em geral, muito montanhosa e pouco povoada, com vários lagos; Kintyre é um pouco mais plana, embora ainda seja montanhosa. Perto de Glen Coe, encontra-se o Bidean nam Bian, o pico mais alto do condado, com 1150 m. Entre os lagos e corpos d'água, os maiores são (aproximadamente de norte a sul) o reservatório de Blackwater, Loch Achtriochtan, Loch Laidon, Loch Bà, Loch Buidhe, Lochan na Stainge, Loch Dochard, Loch Tulla, Lochan Shira, o reservatório de Cruachan, Loch Restil, Loch Awe, Loch Avich, Blackmill Loch, Loch Nant, Loch Nell, Loch Scammadale, Loch Glashan, Loch Loskin, Loch Eck, Asgog Loch, Loch Tarsan, Càm Loch, Loch nan Torran, Loch Ciàran, Loch Garasdale, Lussa Loch e Tangy Loch.

#### Lista de ilhas
Observe que as ilhas situadas na costa oeste são geralmente consideradas parte das Hébridas Internas (veja abaixo)
- Abbot's Isle
- An Oitir
- Barmore Island
- Black Islands
- Burnt Islands (compreendendo Eilean Mòr, Eilean Fraoich e Eilean Buidhe)
- Island Davaar
- Duncuan Island
- Eilean a' Chòmhraidh
- Eilean an t-Sagairt
- Eilean Aoghainn
- Eilean Beith
- Eilean Buidhe
- Eilean Dubh
- Eilean Grianain
- Eilean Math-ghamhna
- Eilean Mòr
- Eilean Munde
- Eilean nam Meann
- Glas Eilean
- Gluniform Island
- Henrietta Reef
- Inis Chonain
- Inishail
- Innis Errich
- Island Ross
- Liath Eilean
- Oitir Mòr
- Sanda Island
- Scart Rocks
- Sgat Beag
- Sgat Mòr
- Sgeir Bhuide
- Sgeir Caillich
- Sgeir Lag Choan
- Sgeir Leathann
- Sgeir Mhaola Cin
- Sgeir na Dubhaidh
- Sgeir Port a' Ghuail
- Sheep Island
- Thorn Isle

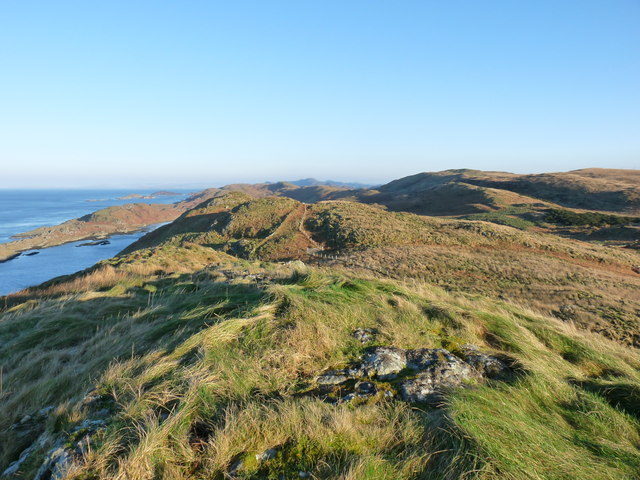
Paisagem de Knapdale
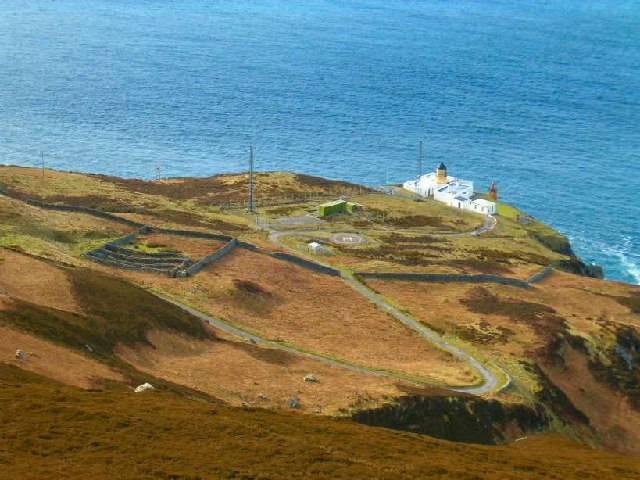
Farol de Mull of Kintyre
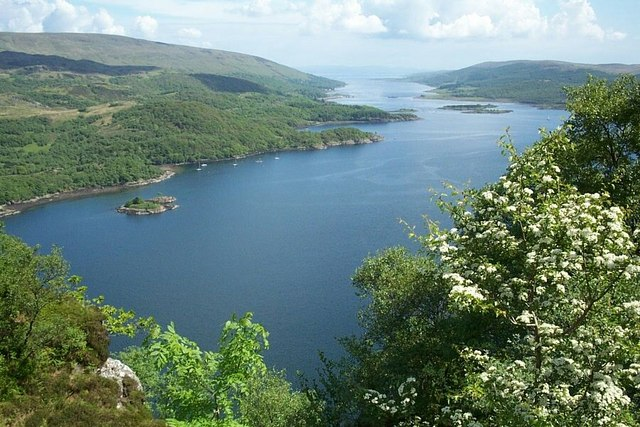
Loch Riddon
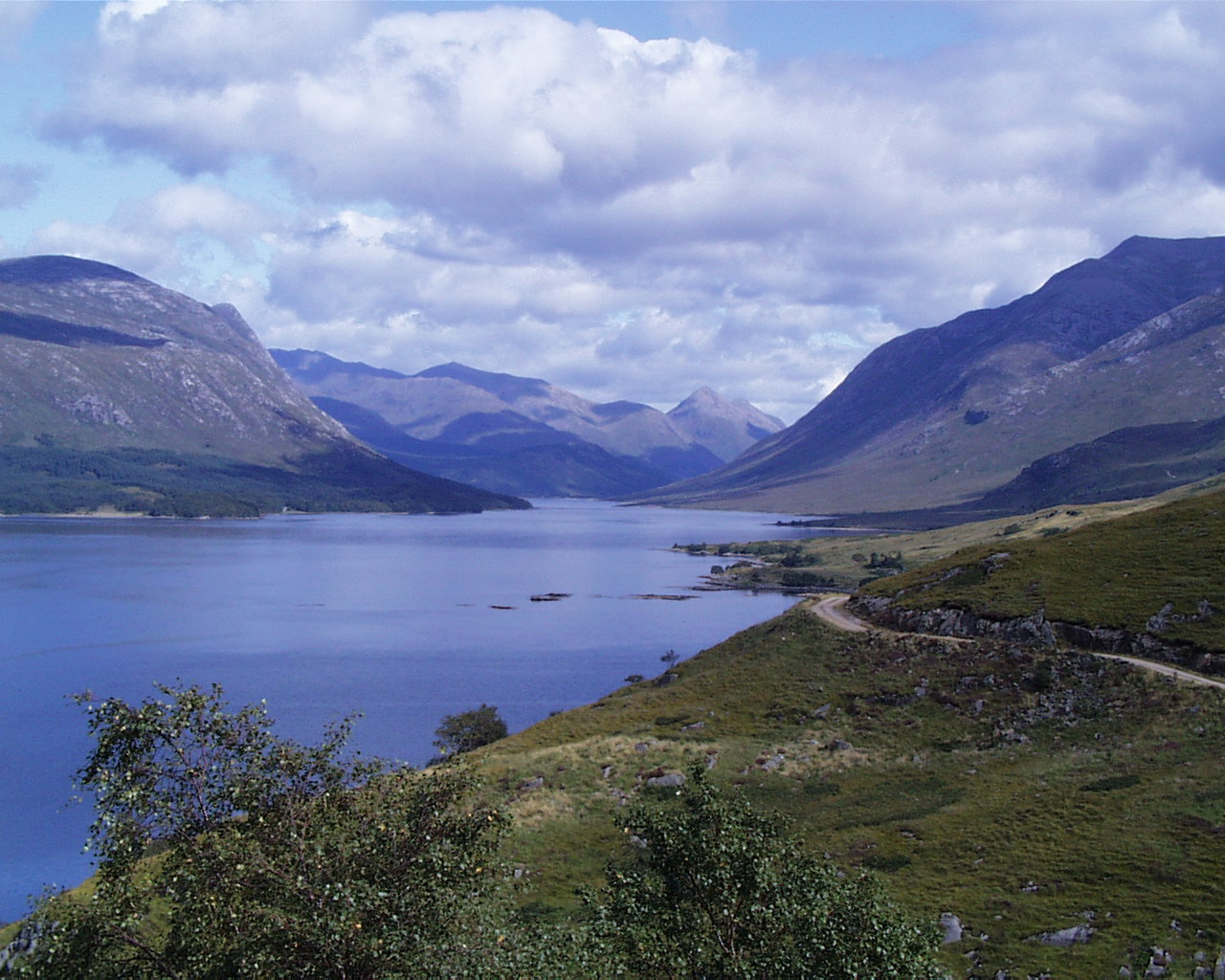
Loch Etive olhando para NE a partir de Sron nam Feannag
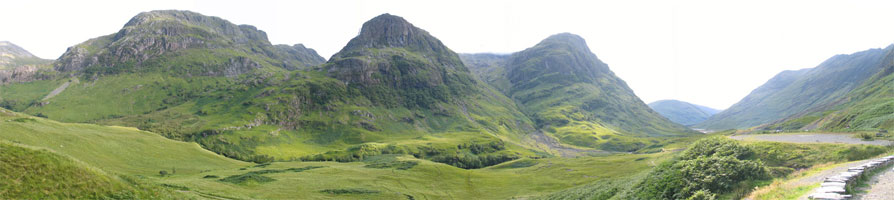
Glen Coe, com as Three Sisters de Bidean nam Bian
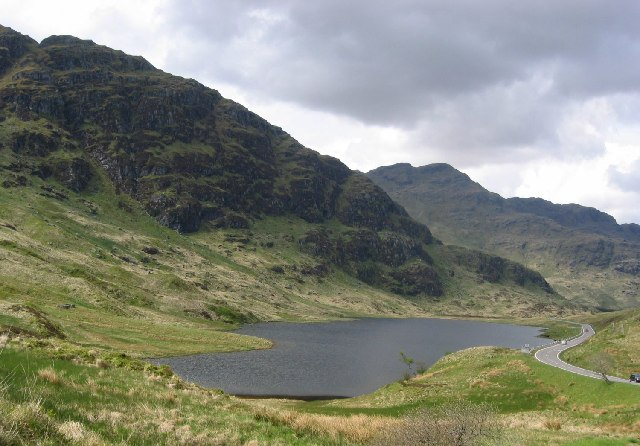
Loch Restil
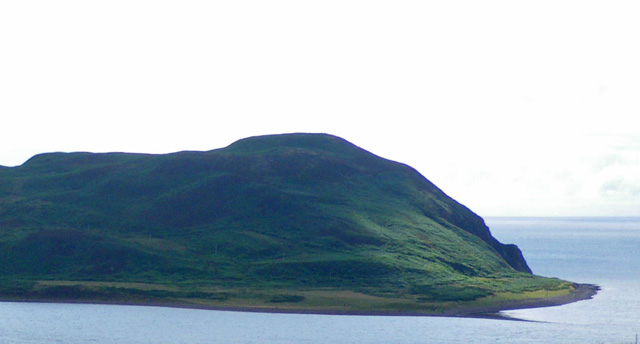
Ilha Davaar

### Hébridas Internas
Argyll contém a maioria do grupo das Hébridas Internas, com as notáveis exceções de Skye e Eigg (ambas em Inverness-shire). As ilhas são geograficamente muito diversas para serem resumidas aqui; mais detalhes podem ser encontrados nas páginas individuais abaixo.

#### Lista de ilhas
- Am Fraoch Eilean
- An Dubh Sgeir
- An Stèidh
- Bach Island
- Balach Rocks
- Belnahua
- Bernera Island
- Brosdale Island
- Calve Island
- Canna
- Cara Island
- Carraig an Daimh
- Carsaig Island
- Coiresa
- Coll
- Colonsay
- Craro Island
- Island of Danna
- Dubh Artach
- Dubh Sgeir
- Eagamol
- Eag na Maoile
- Easdale
- Eilean a' Chalmain
- Eilean a' Chùirn
- Eilean a' Mhadaidh
- Eilean Àird nan Uan
- Eilean an Aodaich
- Eilean an Fhuarain
- Eileach an Naoimh
- Eilean Annraidh
- Eilean an Righ
- Eilean Arsa
- Eilean Ascaoineach
- Eilean Balnagowan
- Eilean Bàn
- Eilean Bhrìde
- Eilean Coltair
- Eilean Craobhach
- Eilean dà Ghallagain
- Eilean dà Mhèinn
- Eilean Dioghlum
- Eilean Dùin
- Eilean Fraoich
- Eilean Gainimh
- Eilean Garbh
- Eilean Ghòmain
- Eilean Ghreasamuill
- Eilean Imersay
- Eilean Inshaig
- Eilean Loain
- Eilean Loch Oscair
- Eilean Mhartan
- Eilean Mhic Chrion
- Eilean Mhic Coinnich
- Eilean Mòr
- Eilean Musdile
- Eilean na Cloiche
- Eilean na Cille
- Eilean na Creiche
- Eilean na h-Eairne
- Eilean na h-Uamha
- Eilean na Seamair
- Eilean nam Ban
- Eilean nam Muc
- Eilean nan Caorach
- Eilean nan Coinean
- Eilean nan Each
- Eilean nan Gamhna
- Eilean Odhar
- Eilean Ona
- Eilean Ornsay
- Eilean Ramsay
- Eilean Reilean
- Eilean Righ
- Eilean Tràighe
- Eileanan Glasa
- Eileanan na h-Aoran
- Eorsa
- Erisgeir
- Eriska
- Erraid
- Fladda
- Frenchman's Rocks
- Gamhna Gigha
- Gamhnach Mhòr
- Garbh Rèisa
- Garbh Sgeir
- Garvellachs
- Gigalum Island
- Gigha
- Gòdag
- Gometra
- Guirasdeal
- Hàslam
- Humla
- Inch Kenneth
- Inn Island
- Insh Island
- Iona
- Island Macaskin
- Islay
- Hough Skerries
- Hyskeir (em gaélico, Oigh-Sgeir)
- Jura
- Kerrera
- Lady's Rock
- Liath Sgeir
- Lismore
- Little Colonsay
- Luing
- Lunga
- MacCormaig Isles
- Maisgeir
- Muck
- Na Sgeiran Mòra
- Nave Island
- Ormsa
- Oronsay
- Orsay
- Rèidh Eilean
- Rèisa an t-Struith
- Rèisa Mhic Phaidean
- Ruadh Sgeir
- Rùm
- Samalan Island
- Sanday
- Scarba
- Scoul Eilean
- Seil
- Sgeir a' Mhàim-àrd
- Sgeir a' Phuirt
- Sgeir an Ròin
- Sgeiran Mòra
- Sgeir Mhòr
- Sgeir na Caillich
- Sgeir nan Gobhar
- Sgeir nan Sgarbh
- Sgeir Shealg
- Sgeir Tràighe
- Shian Island
- Shuna, Slate Islands
- Shuna Island, Loch Linnhe
- Skerryvore
- Small Isles
- Soa, perto de Coll
- Soa, Tiree
- Soa, perto de Mull
- Staffa
- Taynish Island
- Sùil Ghorm
- Texa
- Tiree
- Torran Rocks
- Torsa
- Treshnish Isles
- Ulva

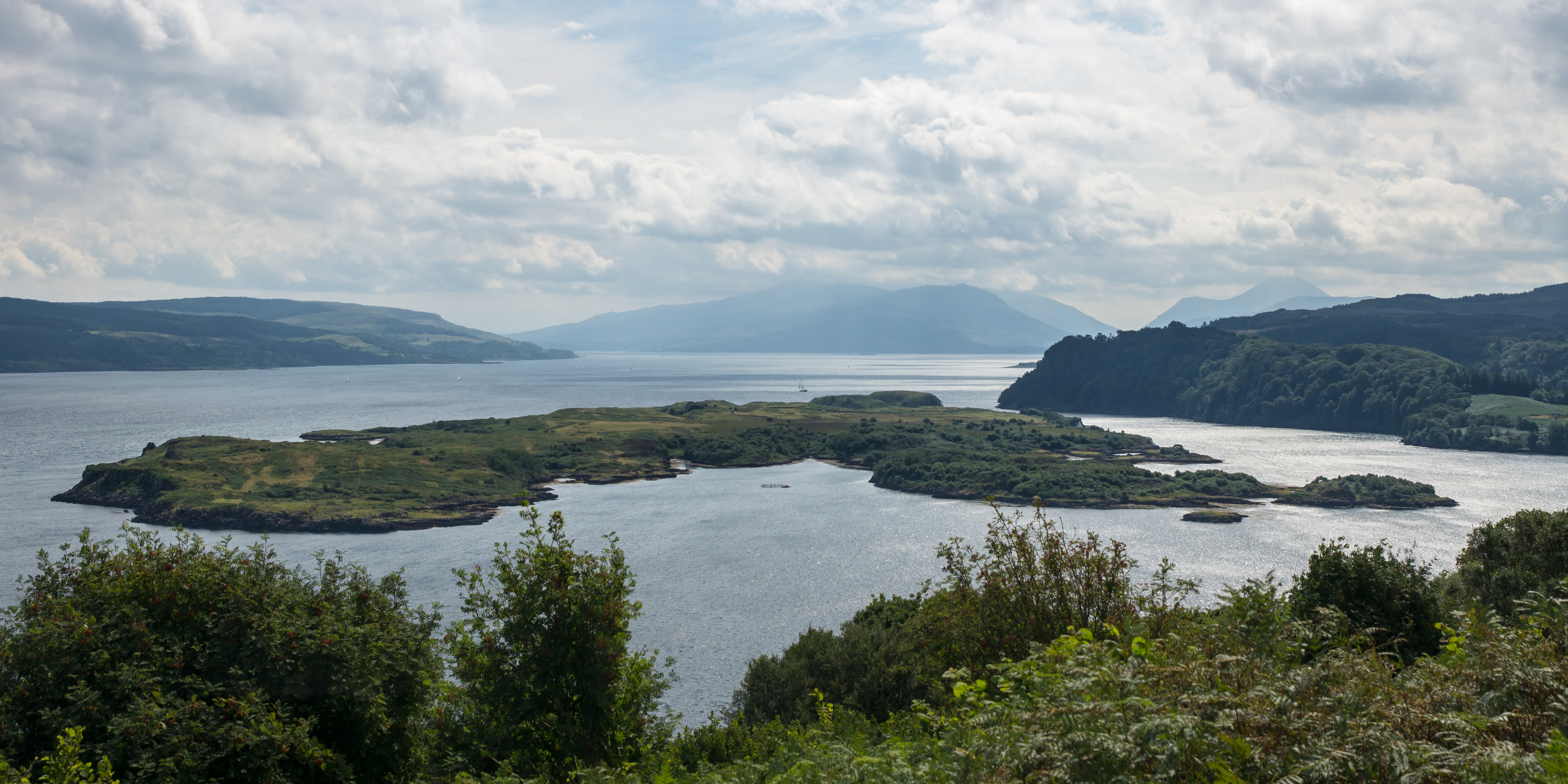
Calve Island
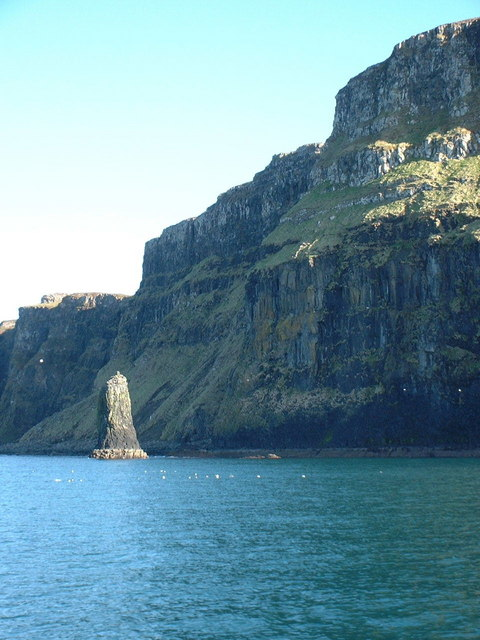
Penhascos de Iorcail em Canna
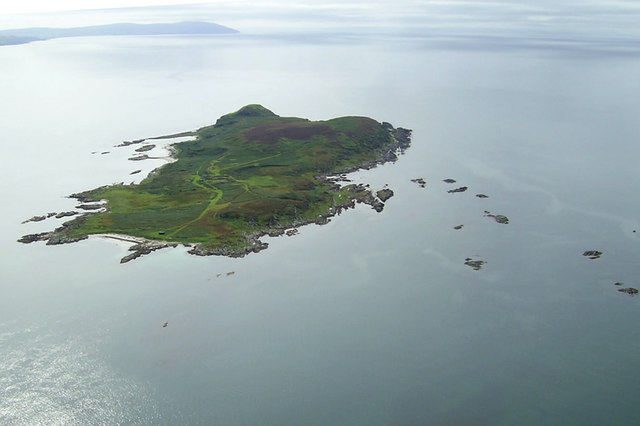
Cara
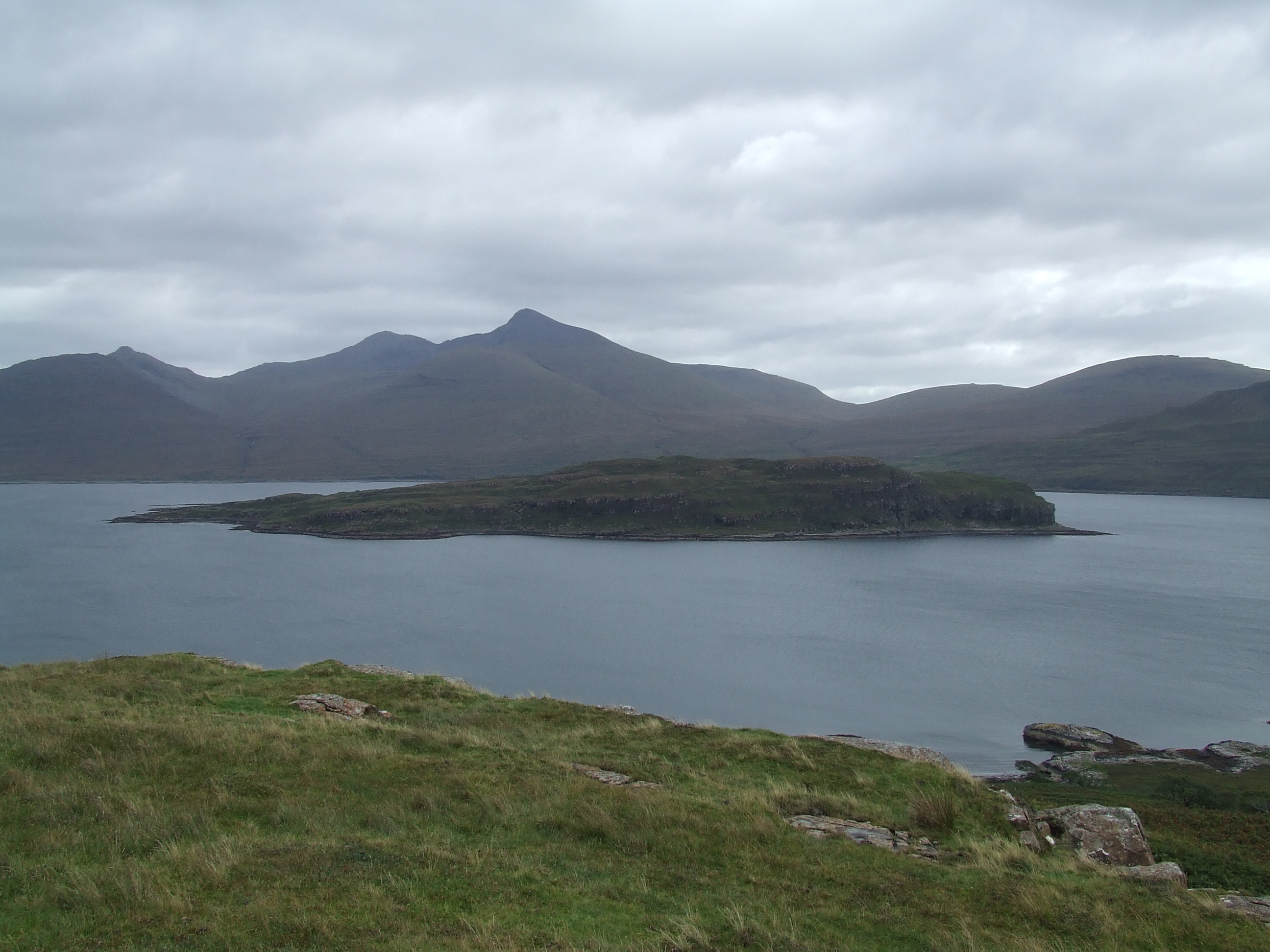
Eorsa de Mull
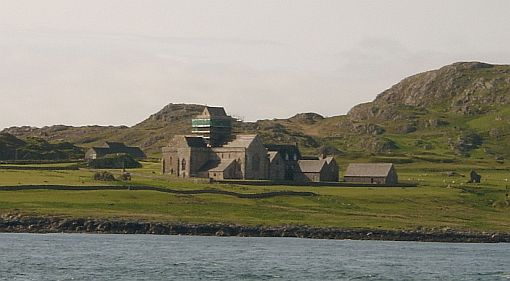
Abadia de Iona
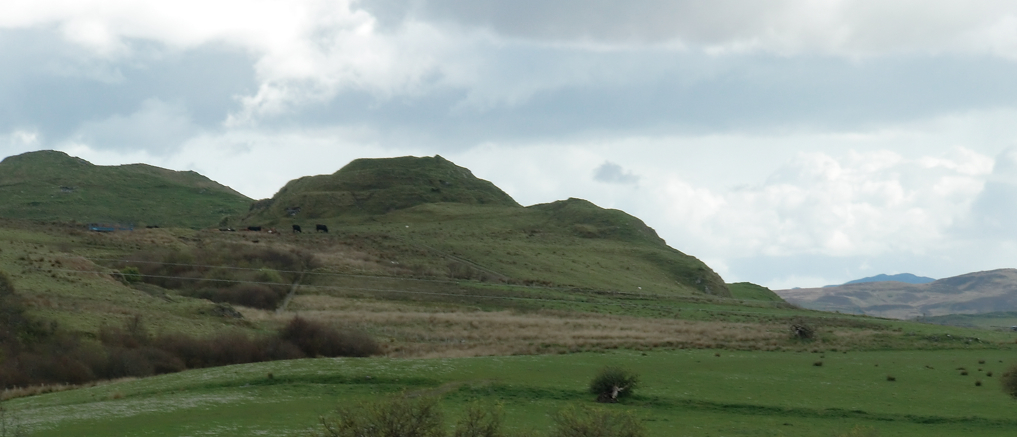
Dun Nosebridge em Islay
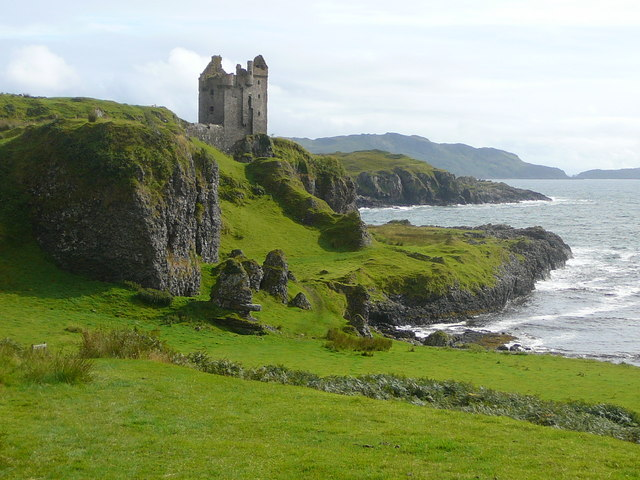
Castelo de Gylen em Kerrera
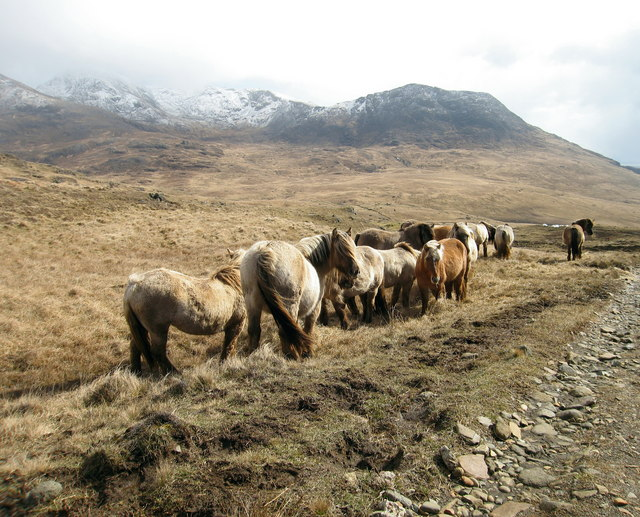
Pôneis em Rum
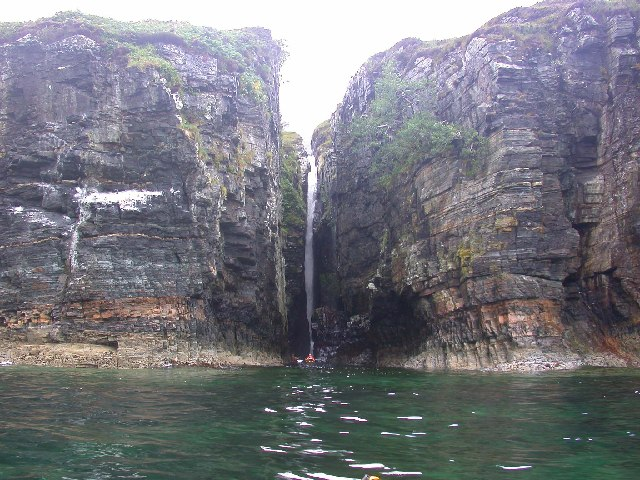
Cachoeira costeira em Rum
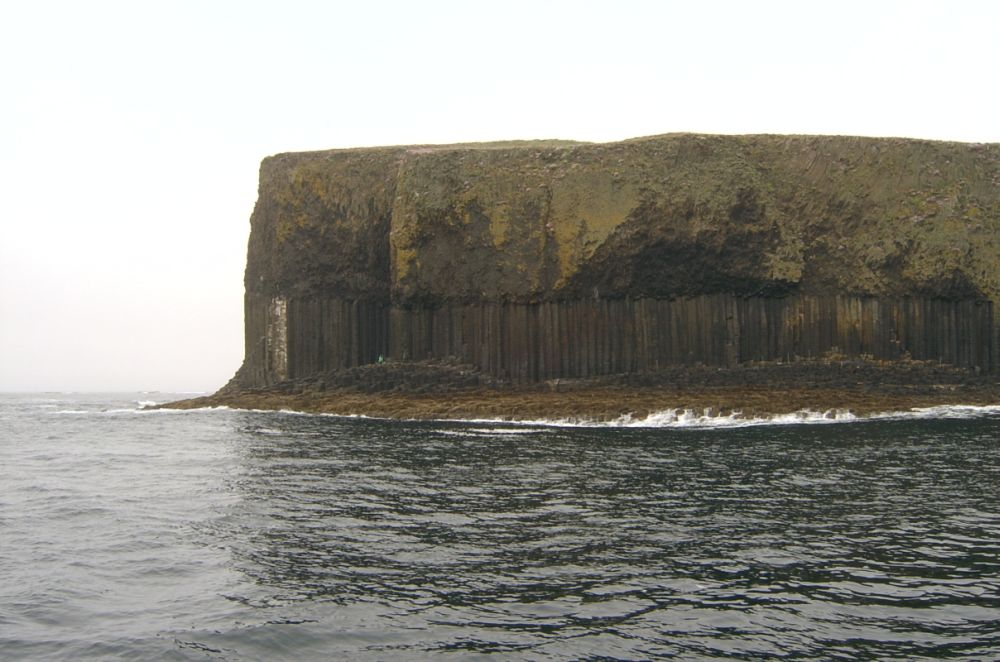
Colunas de basalto em Staffa
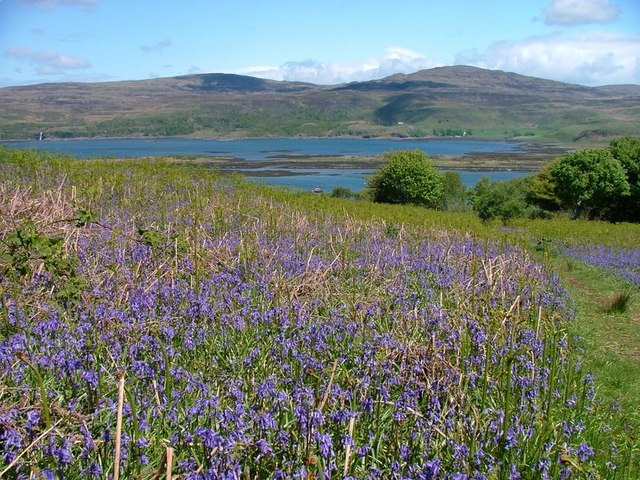
Campo de Bluebell em Ulva

## Circunscrição eleitoral
A partir de 1590, como uma das medidas que se seguiram à reforma escocesa, cada xerife elegeu comissários para o Parlamento da Escócia. Assim como o comissário que representava Argyll, pelo menos um foi enviado para representar Tarbertshire, Sir Lachlan Maclean de Morvern. Na sessão parlamentar de 1630, Sir Coll Lamont, laird de Lamont, foi o comissário de “Argyll e Tarbert”.
Houve um distrito eleitoral de Argyllshire do Parlamento da Grã-Bretanha de 1708 a 1801 e do Parlamento do Reino Unido de 1801 a 1983 (renomeado Argyll em 1950). O distrito eleitoral de Argyll and Bute foi criado quando o distrito eleitoral de Argyll foi abolido.

## Paróquias civis
As paróquias civis ainda são usadas para alguns fins estatísticos, e publicados números separados do censo para elas. Como suas áreas permaneceram praticamente inalteradas desde o século XIX, isso permite a comparação dos números da população durante um longo período.
- Ardchattan e Muckairn
- Ardgour
- Ardrishaig
- Ardnamurchan
- Campbeltown
- Coll
- Colonsay e Oronsay
- Craignish
- Dunoon e Kilmun
- Gigha e Cara Island
- Glassary
- Glen Orchy e Inishail
- Inveraray
- Inverchaolain
- Jura
- Kilbrandon e Kilchattan
- Kilcalmonell
- Kilchoman
- Kilchrenan e Dalavich
- Kildalton
- Kilfinan
- Kilfinichen e Kilvickeon
- Killarow e Kilmeny
- Killean e Kilchenzie
- Kilmallie (parte)
- Kilmartin
- Kilmodan
- Kilmore e Kilbride
- Kilninian e Kilmore
- Kilninver e Kilmelford
- Lismore e Appin
- Lochgilphead
- Lochgoilhead e Kilmorich
- Morvern
- North Knapdale
- Saddell e Skipness
- South Knapdale
- Southend
- Strachur
- Strathlachlan
- Tiree
- Torosay, Mull

## Assentamentos

### Continental (norte)
- Acharacle]]
- Achaphubuil
- Ardery
- Ardgour
- Ardtoe
- Banavie
- Blaich
- Bonnavoulin
- Caol
- Clovullin
- Corpach
- Corran
- Duisky
- Fassfern
- Glenborrodale
- Kentra
- Kilchoan
- Kilmory
- Kinlocheil
- Laga
- Lochaline
- Melfort
- Newton of Ardtoe
- Ockle
- Polloch
- Portuairk
- Resipole
- Salen
- South Garvan
- Stronchreggan
- Strontian
- Trislaig

### Continental (sul)
- Achahoish
- Achinhoan
- Achnamara
- Ardentinny
- Ardgartan
- Ardnadam
- Ardrishaig
- Ardtaraig
- Ardulaine
- Arrochar
- Ballachulish
- Barcaldine
- Bellochantuy
- Benderloch
- Blairmore
- Cairndow
- Campbeltown
- Carradale
- Carrick Castle
- Clachaig
- Clachan
- Clachan of Glendaruel
- Claonaig
- Colintraive
- Connel
- Coylet
- Craobh Haven
- Crinan
- Dalavich
- Dalmally
- Dippen
- Drumlemble
- Dumbeg
- Dunoon
- Duror
- Ford
- Furnace
- Glenbarr
- Glenbranter
- Glencoe
- Glendaruel
- Grogport
- Hunters Quay
- Innellan
- Inveraray
- Inverchaolain
- Invercreran
- Kames
- Kennacraig
- Kentallen
- Kilberry
- Kilchenzie
- Kilkerran
- Kilmanshenachan
- Kilmelford
- Kilmore
- Kilmun
- Kinlochleven
- Kirn
- Knipoch
- Largiemore
- Lochgair
- Lochgilphead
- Lochgoilhead
- Machrihanish
- Millhouse
- Muasdale
- North Connel
- Oban
- Ormsary
- Otter Ferry
- Peninver
- Port Ann
- Port Appin
- Portavadie
- Rashfield
- St Catherines
- Saddell
- Sandbank
- Skipness
- Southend
- Stewarton
- Strachur
- Strone
- Succoth
- Tarbert
- Tayinloan
- Taynuilt
- Tayvallich
- Tighnabruaich
- Torinturk
- Torrisdale
- Tullochgorm
- Whistlefield
- Whitehouse

### Hébridas interiores
- Ardbeg (Islay)
- Ardfernal (Jura)
- Ardilistry (Islay)
- Ardmenish (Jura)
- Ardtalla (Islay)
- Ardtun (Mull)
- Arinagour (Coll)
- Ballygrant (Islay)
- Bowmore (Islay)
- Bridgend (Islay)
- Bruichladdich (Islay)
- Bunessan (Mull)
- Bunnahabhain (Islay)
- Calgary (Mull)
- Craighouse (Jura)
- Craignure (Mull)
- Dervaig (Mull)
- Feolin (Jura)
- Fionnphort (Mull)
- Fishnish (Mull)
- Kilchoman (Islay)
- Kinloch (Rùm)
- Kintra (Mull)
- Knockan (Mull)
- Lagavulin (Islay)
- Laphroaig (Islay)
- Lochbuie (Mull)
- Nerabus (Islay)
- Pennyghael (Mull)
- Port Askaig (Islay)
- Port Charlotte (Islay)
- Port Ellen (Islay)
- Port Mòr (Muck)
- Portnahaven (Islay)
- Port Wemyss (Islay)
- Salen (Mull)
- Scalasaig (Colonsay)
- Scarinish (Tiree)
- Tiroran (Mull)
- Tobermory (Mull)
- Uisken (Mull)
- Ulva Ferry (Mull)

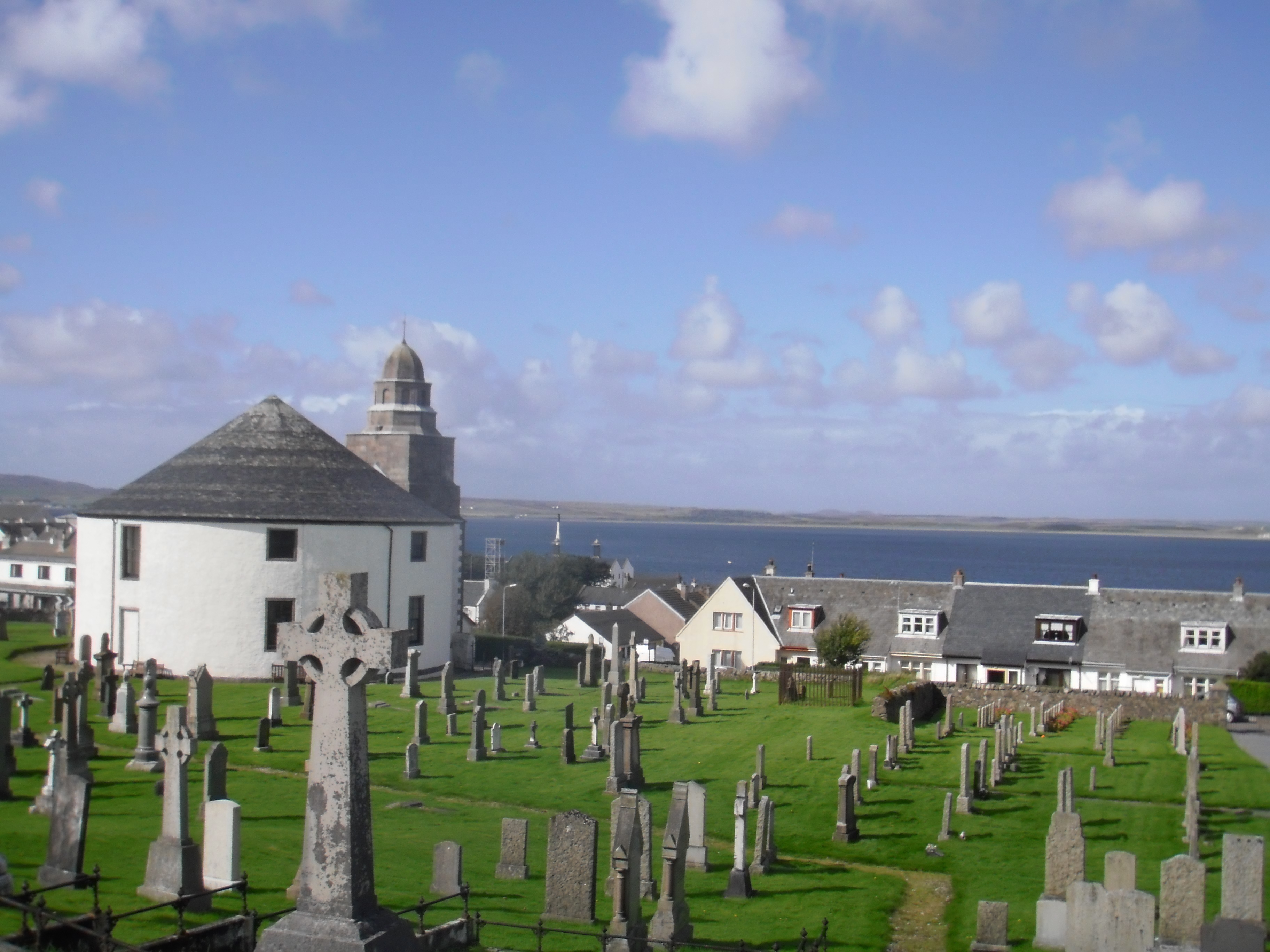
Igreja Redonda de Bowmore, Islay
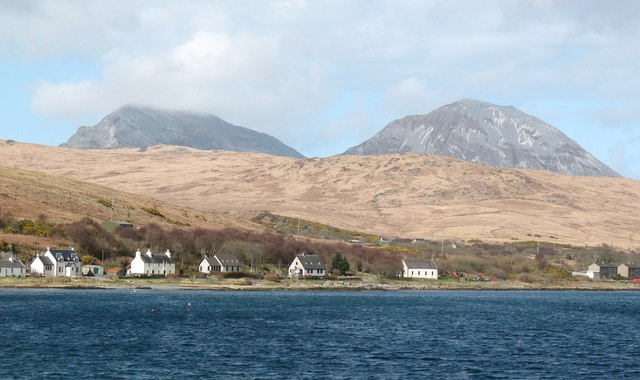
Craighouse, Jura
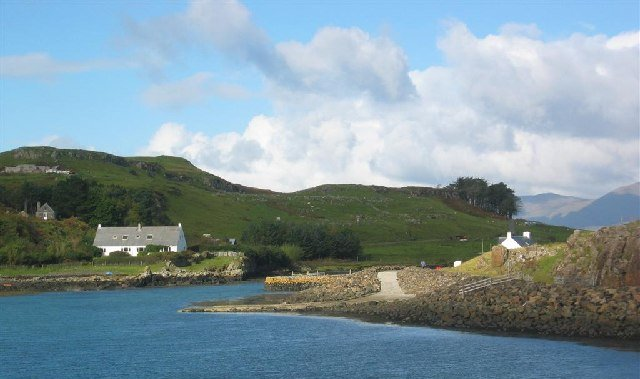
Port Mòr, Muck

## Transporte

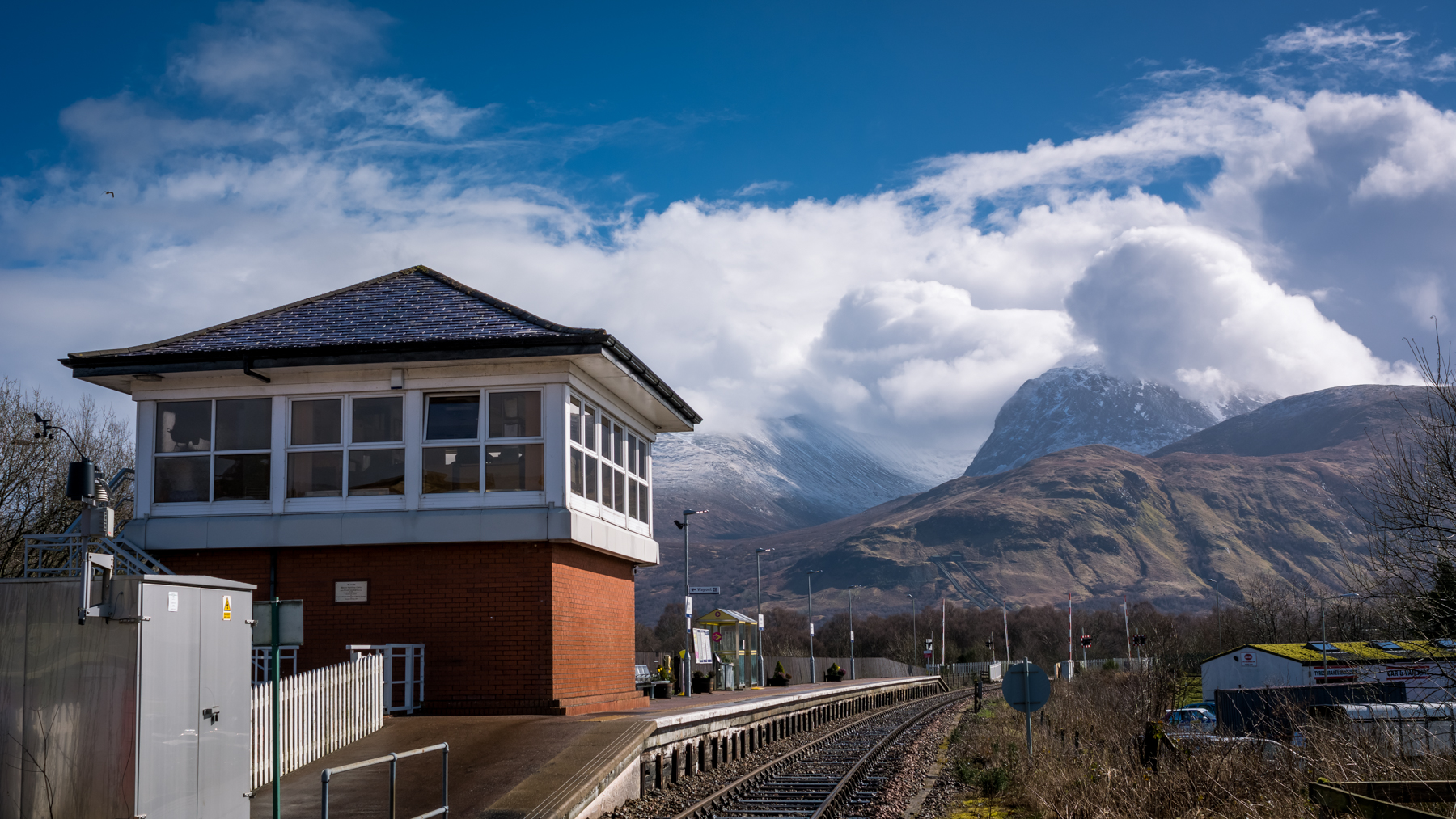
Estação ferroviária de Banavie, com Ben Nevis à distância

A ferrovia West Highland percorre o extremo norte do condado, parando em Locheilside, Loch Eil Outward Bound, Corpach e Banavie, antes de seguir para Mallaig, em Inverness-shire. Um ramal da linha também vai para Oban, parando em Dalmally, Loch Awe, Falls of Cruachan, Taynuilt e Connel Ferry.
Diversas balsas ligam as ilhas das Hébridas Internas entre si e ao continente escocês. Muitas das ilhas também têm pequenas pistas de pouso que permitem viagens aéreas. Uma rede de ônibus bastante extensa liga as maiores cidades da área, com transporte de ônibus também disponível nas ilhas de Islay, Jura e Mull.
O condado tem vários aeroportos pequenos que atendem à região e a Edimburgo/Glasgow: Oban, Tiree, Coll, Colonsay, Campbeltown e Islay.
Kintyre tem sido um dos locais cogitados para uma proposta de ponte britânico-irlandesa; como o ponto mais próximo da Irlanda, à primeira vista, parece ser a rota mais óbvia, mas Kintyre é prejudicada por sua distância dos principais centros populacionais da Escócia.

## Habitantes

### Clãs
- O clã Campbell era o principal clã dessa região. O clã Campbell foi o anfitrião da longa linhagem dos duques de Argyll.
- Historicamente, o clã MacIntyre possuía terras nessa região e tinha laços estreitos com o clã Campbell.
- O clã Gregor possuía historicamente muitas terras nessa região antes da proscrição de seu nome em abril de 1603, resultado de uma luta pelo poder com os Campbells.
- Historicamente, o clã Lamont se aliou e brigou com o clã Campbell, culminando no Massacre de Dunoon. No século XIX, o chefe do clã vendeu suas terras e se mudou para a Austrália, onde vive o atual chefe.
- O clã McCorquodale possuía terras ao redor do Loch Awe desde o início do período medieval até o início do século XVIII. Sua sede era um castelo no Loch Tromlee.
- O clã MacMillan possuía terras em Argyll, principalmente em Knapdale (viz. "MacMillan de Knap")
- O clã Malcolm também conhecido como MacCallum. A sede do clã Malcolm é o Castelo Duntrune, às margens do Lago Crinan
- O clã Maclean Historicamente, possuía terras na Ilha de Mull, com sede no Castelo Duart
- O clã Maclachlan brigou historicamente com os Campbells e aderiu ao jacobitismo. Possuía terras em ambos os lados do Loch Fyne, com sede em Strachur
- O clã MacEwen brigou historicamente com os Campbells, primos dos Maclachlans. Possuía terras em Kilfinan.

### Outros habitantes notáveis
- Patrick MacKellar, (1717–1778), nascido em Argyll, engenheiro militar, alcançou sua reputação em projetos nos Estados Unidos da América. [33].
- Barão Robertson de Port Ellen KT, GCMG, FRSA, FRSE, PC (nascido em 12 de abril de 1946, George Islay MacNeill Robertson), político trabalhista britânico e décimo secretário-geral da Organização do Tratado do Atlântico Norte
- Eric Blair, mais conhecido como George Orwell, que residiu na parte mais ao norte de Jura, durante os últimos anos de sua vida (1946–1950). Durante esse período, ele escreveu Nineteen Eighty-Four.
- Karen Matheson, cantora folclórica, cresceu em Taynuilt.
- Frances Ruth Shand Kydd (nascida Roche; 20 de janeiro de 1936 - 3 de junho de 2004) foi a mãe de Diana, Princesa de Gales. Ela residia em Ardencaple House, na Ilha de Seil. Foi enterrada no cemitério de Pennyfuir, nos arredores de Oban.
- Mike Lindup, tecladista, vocalista e compositor mais famoso por ser membro da banda Level 42

## Na ficção
- O romance de Rosemary Sutcliff, The Mark of the Horse Lord (1965), se passa em Earra Gael, ou seja, a Costa de Gael, onde os Dal Riada passam por uma luta interna pelo controle da sucessão real e por um conflito externo para defender suas fronteiras contra os caledônios.
- As terras altas acima do vilarejo de Lochgilphead foram usadas em uma cena do filme From Russia with Love (Da Rússia com Amor), de 1963, estrelado por Sean Connery como James Bond. Ele matou dois vilões em um helicóptero, disparando tiros contra eles.
- O foco principal da música “The Queen of Argyll” é o de uma bela mulher de Argyll. A música foi cantada pela banda Silly Wizard e foi coverizada pela banda Fiddler's Green em 2000.
- O filme escocês Restless Natives (Nativos Inquietos), de 1985, usou Lochgoilhead para filmar uma cena de perseguição, bem como algumas estradas próximas ao vilarejo.
- A governanta Elsie Carson no drama de televisão Downton Abbey, de Julian Fellowes, é de Argyll.
- Em Harry Potter e o Prisioneiro de Azkaban, após ser atacada por Sirius Black, a Fat Lady é encontrada escondida em um mapa de Argyllshire localizado no segundo andar de Hogwarts.
- Em Hogwarts Legacy, há um mapa em uma parede no castelo, acima do primeiro andar da ala sul. O uso do feitiço revelio revela uma página do guia de campo que diz: “Este mapa retrata Argyllshire, uma região da Escócia que contém as Hébridas — lar nativo do dragão Hebrideon”.